# Michael Muhney
Michael Muhney (Chicago, 12 giugno 1975) è un attore statunitense, conosciuto soprattutto per aver interpretato il ruolo dello Sceriffo Don Lamb nella serie televisiva Veronica Mars e di Adam Newman in Febbre d'amore.

## Biografia
All'età di 16 anni, mentre frequentava la "Trinity High School", vinse un campionato per la performance in One-Act. Successivamente frequentò il Theatre School della "DePaul University" (precedentemente conosciuto come la "The Goodman School of Drama") a Chicago, (Illinois) dove ricevette un BFA in recitazione (classe 1997). Altri colleghi attori che hanno studiato alla stessa scuola sono John Cabrera, Judy Greer e Sean Gunn.
Ha interpretato il ruolo di Mark Farrel nella serie televisiva The Huntress con Annette O'Toole. È inoltre apparso in ER, Streghe, JAG - Avvocati in divisa, Veronica Mars (sceriffo Don Lamb) e Numb3rs.
Fece un provino per il ruolo di J.D. in Scrubs, ma non risultò abbastanza bizzarro e il posto fu assegnato a Zach Braff.
Michael è un membro del Mensa. Sa parlare tre lingue: inglese, tedesco e ASL (Lingua dei Segni Americana).

## Filmografia

### Cinema
- Nicolas, regia di Peter Shaner (2001)
- One Night, regia di Michael Knowles (2007)
- Columbus Day, regia di Charles Burmeister (2008)
- No Man's Land: Reeker 2, regia di Dave Payne (2008)
- The Portal, regia di Serge Rodnunsky (2008)
- Act Your Age, regia di Robin Christian (2008)
- Disconnect, regia di Robin Christian (2010)
- American Decaf, regia di Heidi Van Lier (2011)
- Search Engines, regia di Russell Brown (2016)

### Televisione
- Lo specchio del destino (A Will of Their Own) - miniserie TV (1998)
- Real Life - serie TV, 1 episodio (1998)
- Turks - serie TV, 13 episodi (1999)
- Virtual Nightmare, regia di Michael Pattinson - film TV (2000)
- Love 101, regia di Adrian Fulle - film TV (2000)
- The Huntress - serie TV, 8 episodi (2000-2001)
- Everything but the Girl, regia di Gary Halvorson - film TV (2001)
- Boomtown - serie TV, un episodio (2002)
- E.R. - Medici in prima linea (ER) - serie TV, un episodio (2002)
- Senza traccia (Without a Trace) - serie TV, un episodio (2003)
- Streghe (Charmed) - serie TV (2003)
- JAG - Avvocati in divisa (JAG) - serie TV, un episodio (2003)
- Numb3rs - serie TV, un episodio (2006)
- Lovers, Liars and Lunatics, regia di Amber Benson - film TV (2006)
- Veronica Mars - serie TV, 41 episodi (2004-2007)
- Family Practice, regia di Bart Freundlich - film TV (2008)
- Febbre d'amore (The Young and the Restless) - soap opera, 620 episodi (2009-2014)
- Ritorno al Natale (Correcting Christmas), regia di Tim O'Donnell - film TV (2014)
- The Good Doctor - serie TV, 1 episodio (2017)